# 狄利克雷特徵
在解析數論及代數數論中，狄利克雷特徵是一種算術函數，是{\displaystyle \mathbb {Z} /n\mathbb {Z} }的特徵。它用來定義L函數。兩者都是由狄利克雷在1831年為了證明狄利克雷定理而引進。

## 定義
狄利克雷特徵指有下面性質、由整數到複數的函數：
- 存在正整數k使得對於任意n都有χ(n) = χ(n+k)
- 對於任意m,n，χ(mn) = χ(m) χ(n)
- χ(1)=1

首個條件說明特徵是一個以k為周期的函數，其餘兩個條件說明它是完全積性函數。
如果特徵的周期不是1，由周期性和完全積性可知，特徵的值若非單位根便是0。若且唯若gcd(n,k)>1，χ(n)=0。

## 例子
- 實特徵指值域為實數的特徵，它的值只限於 {\displaystyle \{-1,0,1\}}。
- 若一個特徵對於所有與k互質的整數的值都為1，則稱為主特徵。
- 若p為素數，勒让德符号(n|p)便是狄利克雷特徵的例子。